# سیاه‌دره (سربیشه)
سیاه‌دره یک روستا در ایران است که در دهستان نهارجان شهرستان سربیشه واقع شده‌است. سیاه‌دره ۵۷ نفر جمعیت دارد.